# Jalkapalloseura Sepsi-78
El Jalkapalloseura Sepsi-78 (o Sepsi-78) és un club de futbol finlandès de la ciutat de Seinäjoki.

## Història
El club va néixer l'any 1978 després de la fallida del Seinäjoen Palloseura (SePS) el 1977. El club jugà 15 temporades a la segona divisió entre 1945 i 1977. El Sepsi-78 jugà a primera divisió per primer cop el 1980. L'any 1982 baixà a segona divisió. fins a l'any 2007 jugà entre tercera i quarta categoria. L'any 2007 el club es fusionà amb TP-Seinäjoki per formar el SJK, mantenint-se en categories inferiors.